# Roxburghe Club

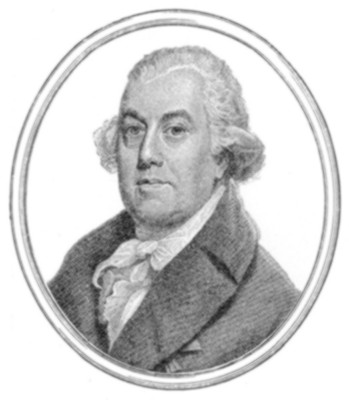
John Ker, 3e duc de Roxburghe

Le Roxburghe Club (prononcer roxbrah) est un gentlemen's club fondé le 17 juin 1812 à Londres, en  Grande-Bretagne, par des bibliophiles de premier plan. Son nom rend hommage à un célèbre collectionneur de l'époque, le duc de Roxburghe. Devenu une institution, ce club de quarante membres est toujours en activité.

## Historique
John Ker, troisième duc de Roxburghe (1740 – 1804), est un membre de la pairie d'Écosse connu comme un des plus grands bibliophiles de son temps. En quarante ans, il réunit un grand nombre d'ouvrages anciens, particulièrement des éditions originales de Shakespeare et œuvres le concernant. Célibataire et sans enfant, le duc laisse à sa mort en 1804 une bibliothèque d'environ dix mille volumes.
La collection est vendue aux enchères en 1812 : quarante-cinq jours sont nécessaires pour écouler l'intégralité des lots. Parmi ceux-ci, on note la présence de la première édition du Décaméron de Boccace, imprimée par Christopher Valdarfer à Venise en 1471. Mentionnée mais jamais vue avant son achat par le duc pour cent guinées, cette édition Valdarfer était longtemps passée pour mythique. Lors de la vente, l'exemplaire est acheté 2.260 livres sterling par le marquis de Blandford, prix jamais atteint par un ouvrage imprimé à cette époque.
La vente Roxburghe réunissant à Londres l'élite des bibliophiles britanniques, elle devient le prétexte, pour ces derniers, de créer un club de collectionneurs. En hommage à leur pair et ami dont la collection vient d'être dispersée, il est appelé le Roxburghe Club. Le dîner inaugural se tient le 17 juin 1812 à la St Albans Tavern, dans la St Albans Street (de nos jours Waterloo Place).
Se revendiquant aujourd'hui comme le plus ancien club consacré au livre, le Roxburghe Club passe pour le modèle des nombreuses sociétés bibliophiliques apparues plus tard en Grande-Bretagne et en Europe.

## Fonctionnement
À l'origine, le nombre des membres du cercle est limité à dix-huit. Il a, depuis, légèrement augmenté mais garde encore au club un caractère exclusif, restant limité à quarante. L'admission de chaque nouveau candidat se fait traditionnellement sur parrainage, avec un vote au moyen de boules blanches et noires. La présence d'une seule boule noire exclut tout impétrant.
Chaque membre du club s'engage à financer la publication d'un volume rare ou curieux. Une haute érudition est de règle et la qualité de la reliure sous demi veau somptueuse, l'édition ne dépassant jamais plus de quarante-deux exemplaires (destinés aux membres du club, ces volumes sont personnalisés à l'encre rouge au nom de chaque dédicataire).
L'ouvrage le plus récemment présenté (2010) est un fac-similé de l'Inventaire Lumley, manuscrit des alentours de 1590 appartenant aux comtes de Scarbrough. Ce document d'époque élizabéthaine tient son nom du baron John Lumley (c.1533-1609), dont il décrit les collections, la maison, les jardins et la généalogie à travers des enluminures, dessins et aquarelles. L'ouvrage réalisé pour les membres du club, un in-folio de 168 pages, en est la reproduction identique et s'accompagne d'études d'une quinzaine de spécialistes d'art élizabéthain. Il a été présenté par James Alastair Stourton.

## Membres éminents

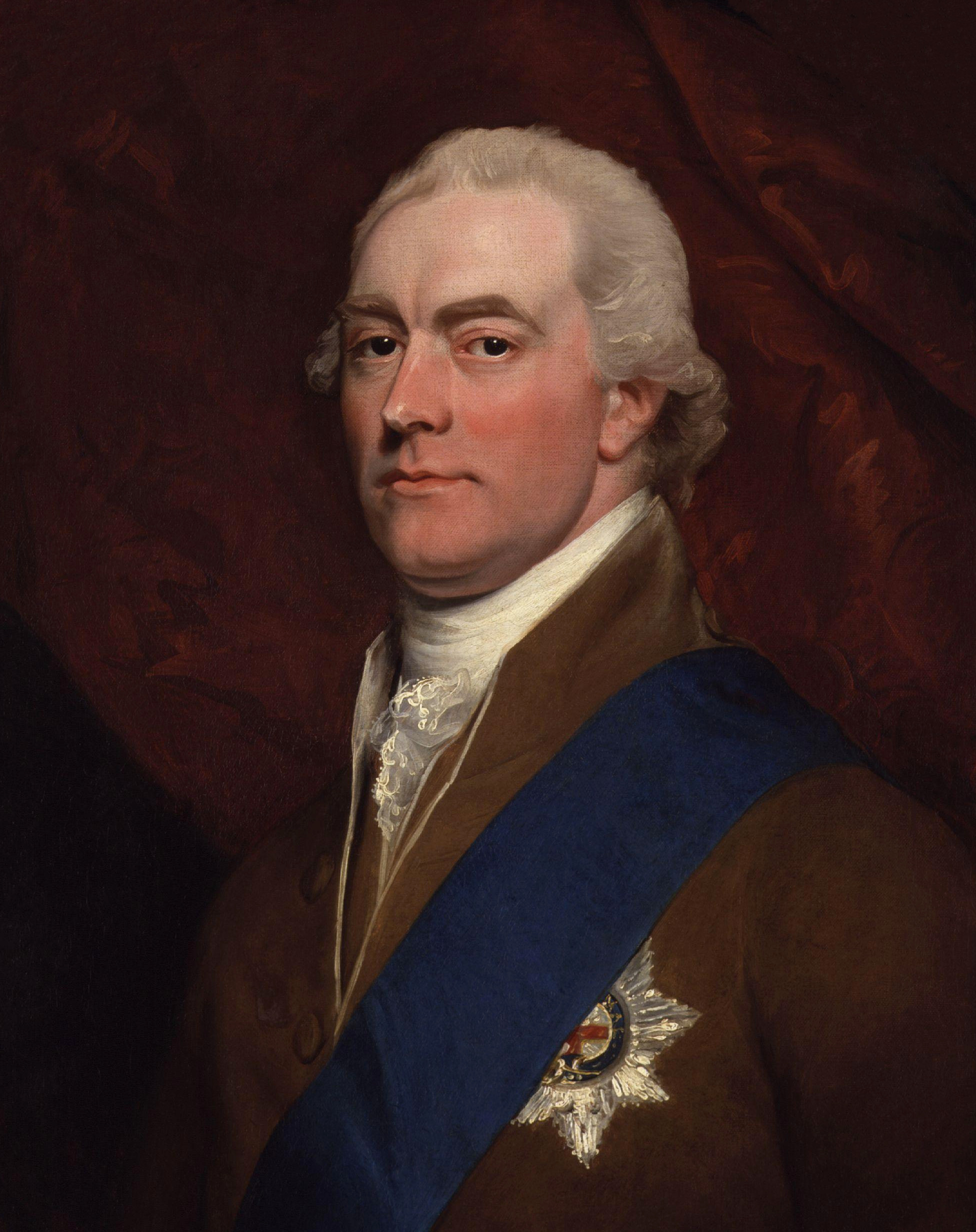
George Spencer, 2e comte Spencer, premier président du club

En 1812, le premier président du Roxburghe Club est George Spencer, 2e comte Spencer. Depuis cette date, les registres comptabilisent 341 membres passés et présents (novembre 2010).
La documentation iconographique du club permet d'identifier l'élite de générations de bibliophiles de diverses nations. Ainsi, une photographie datée de 1892 montre les différents membres de la fin du XIXe siècle, parmi lesquels le Premier ministre Arthur Balfour, l'anthropologue écossais Andrew Lang, le poète américain James Russell Lowell et James Gascoyne-Cecil, vicomte Cranborne, alors président.
Parmi les membres célèbres du Roxburghe Club depuis sa création, on peut noter :
- Sir Walter Scott
- Thomas Frognall Dibdin
- Archdeacon Francis Wrangham
- Frederick James Furnivall
- Andrew Lang
- Joseph Haslewood
- John, lord Coleridge
- Henri d'Orléans, duc d'Aumale
- Walter Montagu-Douglas-Scott, duc de Buccleuch et de Queensberry
- Evelyn Philip Shirley
- Prince Gabriel de Broglie, de l'Académie française
- James Russell Lowell
- Henry Huth (†1878)
- Alfred Henry Huth (†1910, fils du précédent)
- Simon Watson Taylor
- Sir William Osler
- John Pierpont Morgan
- Frederick B. Adams, Jr.
- Harry Lawrence Bradfer-Lawrence
- Charles Travis Clay
- Christopher Selby Dobson
- David Eccles, vicomte Eccles
- Sir Anthony R Wagner
- Nicolas Barker
- Sir John Paul Getty
- Sir Walter Oakeshott
- Robert Gascoyne-Cecil, 7e marquis de Salisbury